# Walter Kitchen
Walter Lawrence Kitchen, född 18 december 1912 i Toronto, död 18 juli 1988, var en kanadensisk ishockeyspelare.
Kitchen blev olympisk silvermedaljör i ishockey vid vinterspelen 1936 i Garmisch-Partenkirchen.